# COR-SEZ
COR-SEZ （コルセッツ）は、日本のロックバンド。

## 来歴
1988年結成、1991年に活動休止。2年半の活動期間、西口時代のロフトを拠点に、全国ツアー含めて、年平均100回のペースでライブを行う。三宅裕司のいかすバンド天国（TBS）、パルコライブアワード等、数々のコンテストで受賞歴がある。多くのレーベルからのオファーを受けるも折り合いがつかず、オリジナル音源はカセットテープを何本かリリースしたのみとなっている。
「タイト」「ソリッド」「シャープ」なサウンドとうたわれ、The JamやThe Who等のブリティッシュビートやニュー・ウェイヴ、ニューヨークパンクからも影響を受けた。後期には、黒人音楽やマンチェスタームーブメントにも傾倒した。
2015年7月、結成27年目にして初の公式音源『PLANEZ/MOOD&』をリリース。同月、富澤のレーベル主催のイベント『Jab Records Presents ALLNIGHTFLY'15　～LIVE EDITON～』に出演。

## メンバー
- 富澤タク （ギター、ボーカル）
「Number the.」や「グループ魂」では「遅刻」名義で活躍中。
自身が企画するイベント「フクミライ」や「風とロックLIVE福島 CARAVAN日本」にも出演中。
「予定〜◯◯に帰ったら〜」タワーレコード限定でリリース。

- 西郡友典（ベース）
フォトグラファーとして中国北京で個展を開くなど国内外で活躍中。

- 清藤羚之（ドラム）
岡山を拠点にドラムスクールやイベントを企画する（株）ホットハーツを設立。
サポートやセッション等、精力的に活動中。http://hothearts.net/

## ディスコグラフィ
- シングル
  - 『PLANEZ / MOOD&』（2015年7月4日リリース）

結成27年目にして初の公式音源がリリースされた。
2015年にレコーディングされた3曲と1988〜1990年にカセットテープでリリースされた
9曲をextra trackとしてトータル12曲収録。
※7インチアナログレコード（PLANEZ / MOOD& / Instrumental含む全4曲）も100枚限定プレスで発売。

## 逸話
- 西郡と富澤は高校時代にもBAND活動を共にしていた。

- 87年頃、当時Johnny GuitarのVo&Gの富澤とFANCLUB、Drの清藤が新宿JAMでの対バンで出会う。意気投合してバンド結成を約束。

- 富澤が20代前半頃、ライブ中にギターをメンバーに投げつけライブ放棄したり、対バンとバックステージで大乱闘の喧嘩をしたりと荒れていた頃、西郡と再会し心機一転、新しいBANDを結成して活動をすることを決意。その後、社会現象にもなるほどのバンドブームの波が起こるが、のみ込まれることなく自分達のスタンスで活動。

- 公の初ステージは1988年の武蔵野美術大学の学園祭ライブであった。